# Saša Marković (cestista)
Saša Marković (Tuzla, 21 luglio 1977) è un ex cestista bosniaco naturalizzato greco.
È conosciuto anche con il cognome Theodorakis, per via del passaporto greco.